# Forno de fundição

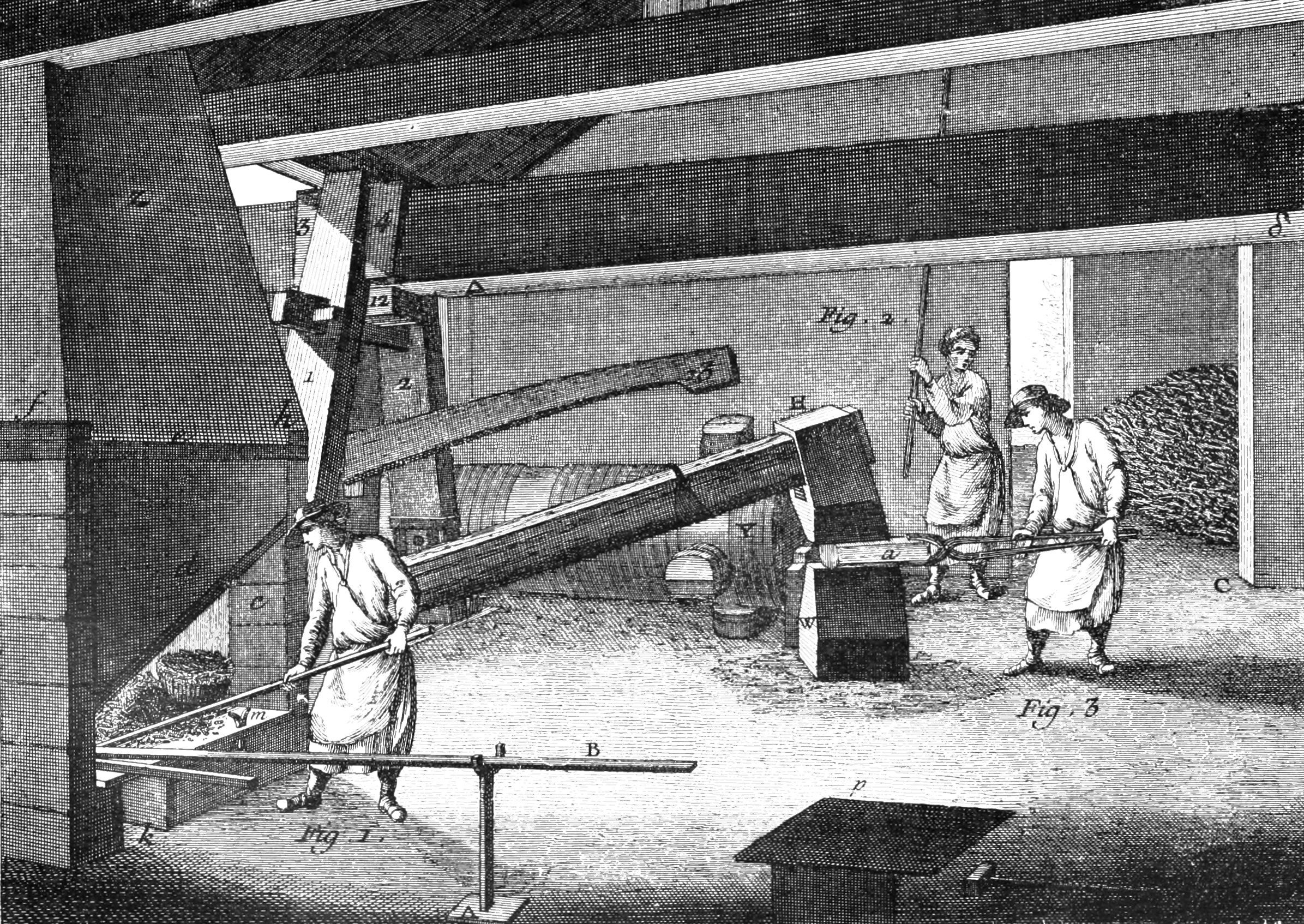
Lareira (esquerda) e martelo-hidráulico (centro) em uma forja. Na sala dos fundos (à direita) há uma grande pilha de carvão.

Um Forno de fundição ou uma forja de afinação é uma lareira usada para "afinar" (ou seja, produzir,  refinar) ferro forjado, através da descarbonetação de gusa. O processo de afinação envolvida liquefacção ferro fundido em um forno refinação e remoção de carbono do ferro derretido através da oxidação. Forjas de afinação foram usadas já no século III a.C., com base em evidências arqueológicas encontradas em um local em Tieshengguo, na China